# Небеска механика
Небеска механика је грана астрономије у оквиру које се проучава кретање небеских објеката. Током историје небеска механика се користила за рачунање ефемерида, применом физичких закона на астрономске објекте попут звезда и планета. Битне области унутар небеске механике су орбитална механика, односно проучавање орбита вештачких сателита, као и проучавање орбите Земљиног природног сателита, Месеца.

## Историја небеске механике
Модерна аналитичка небеска механика настала је пре око 300 година, објављивањем Њутнове Philosophiæ Naturalis Principia Mathematica 1687. године. Њутн је за ову област користио назив рационална механика, Лајбниц је увео термин динамика, а тек један век након Њутна је Лаплас увео назив небеска механика. Егзактна предвиђања кретања планета на основу физичких принципа који стоје иза њих започео је Кеплер.

### Јохан Кеплер
Јохан Кеплер (1571–1630) први је повезао геометријско предвиђање позиција планета са физичким концептима узрока њиховог кретања. Кеплерова запажања изнета су у његовом делу Нова астрономија, основана на узроцима, или Небеска физика 1609. године. Формулисао је модерне законе планетарног кретања. Кеплеров рад ослањао се на податке о кретању планета које је током својих посматрања сакупио Тихо Брахе. Кеплеров модел унапредио је прецизност предвиђања планетарног кретања знатно пре Њутновог закона гравитације из 1686. године.

### Исак Њутн
Исак Њутн (4. јануар 1643–31. март 1727) увео је идеју да се кретање тела на небу, попут планета, Сунца и Месеца, може описати истим физичким законима као и кретање тела на земљи, попут лопти и падајућих јабука. Он је на овај начин ујединио небеску и "земљану" динамику. Показао је да из његовог закона гравитације следи да ће орбите планета бити елипсе, како је и гласио Други Кеплеров закон.

### Жозеф Луј Лагранж
Након Њутна, Жозеф Луј Лагранж (25. јануар 1736–10. април 1813) покушао је да реши проблем три тела, анализирао стабилност планетарних орбита и открио постојање Лагранжевих тачака. Лагранж је такође реформулисао принципе класичне механике, стављајући већи нагласак на енергију него на силу. Развио је Лагранжев метод за коришћење само једне једначине, по једној поларној координати, за опис произвољне орбите (укључујући параболичну и хиперболичну). Метод се користи за рачунање кретања планета, комета, а и трајекторија вештачких летелица.

### Сајмон Њукомб
Сајмон Њукомб (12. март 1835–11. јул 1909) био је канадско-амерички астроном који је преправио таблице Месечевих позиција Питера Андреаса Хансена. Уз помоћ Џорџ Вилијем Хила је 1877. изнова израчунао све главне астрономске константе. Након 1884. са А. М. В. Даунингом развио је план да разреши нејасноће и несугласице у том погледу које су постојале на међународном нивоу. Учествовао је на конференцији о стандардизацији у Паризу маја 1886. године, а до када је већ било општеприхваћено да се за рачунање свих ефемерида користе Њукомбови резултати. Касније конференције све до 1950. потврђивале су Њукомбове константе као међународни стандард.

### Алберт Ајнштајн
Алберт Ајнштајн (14. март 1879–18. април 1955) је у свом раду из 1916. године објаснио аномалну прецесију Меркуровог перихела. Његова Општа теорија релативности објашњава и прецизније предвиђа још неколико феномена забележених из астрономских посматрања попут понашања двојних пулсара.

## Примери проблема
Кретање небеских тела, без додатних сила попут потиска горивом у ракетама, одређено је гравитационим привлачењем свака два тела, односно њихових маса. Поједностављење проблема привлачења више небеских тела је Проблем ''n'' тела, у коме се свако тело посматра као сферно, са равномерно распоређеном масом. Најчешће се могу увести додатне апроксимације.
Примери:
- Проблем четири тела: на деловима путање летелице до Марса се утицај једног или два тела (Земље и/или Марса наспрам Сунца) на летелицу може занемарити, чиме се проблем своди на проблем три или само два тела.
- Проблем три тела:
  - Гравитациони утицај летелице на нпр. Земљу и Месец је занемарив, док обрнуто не важи. Тако се проблем своди на решавање проблема два тела (Земља-Месец) и прорачун кретања летелице у гравитацији Земље и Месеца током њиховог кретања.
  - Кретање три тела је нарочито једноставно ако се једно од тела налази у Лагранжевој тачки

Проблем два тела је нарочито једноставан и математички егзактно решив.
Примери:
- Двојна звезда, нпр. Алфа Кентаури (где су, чак, звезде готово истих маса)
- Двојни астероиди

Даља поједностављења су заснована, када је то оправдано, на претпоставци да је једно тело много мање масе него друго. Друго тело је тада централно тело, чије се кретање услед утицаја мањег тела може занемарити.
Примери:
- Сунчев систем креће се око центра Млечног пута
- Планете које се крећу око Сунца
- Сателити који се крећу око својих планета
- Вештачка летелица која се креће око Земље, Месеца итд.

У неке сврхе је чак довољно претпоставити да је орбита мањег тела кружна (уместо мало издужена - елипса). На кружној орбити тело има константну брзину, потенцијалну и кинетичку енергију. Ова претпоставка је лоша за елипсе већег ексцентрицитета:
Примери:
- Орбита Плутона, е = 0.2488
- Орбита Меркура, е = 0.2056

## Теорија пертурбација
Теорија пертурбација обухвата математичке методе за налажење приближног решења за проблем који не може бити решен егзактно. Блиско је повезана са методама нумеричке анализе. Најраније употребе теорије пертурбација биле су решавање математичких проблема унутар небеске механике, нпр. Њутново решење за орбиту Месеца, чије је кретање сложено услед збирног гравитационог утицаја Земље и Сунца.
Методи теорије пертурбација подразумевају решавање поједностављеног проблема, који се бира тако да буде егзактно решив (у небеској механици то је најчешће проблем два тела). Ово егзактно решење потом се "пертурбује" приближним додатним утицајем из почетног проблема, чиме се добија корекција на егзактно решење и чиме се добија решење нешто ближе правом решењу почетног проблема.